# ベルベットのベレー帽を被った自画像
『ベルベットのベレー帽を被った自画像』（ベルベットのベレーぼうをかぶったじがぞう、蘭: Zelfportret met fluwelen baret、英: Self-Portrait with a Velvet Beret）、または 『ベルベットのベレー帽を被り、毛皮のカラーを着けた自画像』（ベルベットのベレーぼうをかぶり、けがわのカラーをつけたじがぞう、独: Selbstbildnis mit Samtbarett und einem Mantel mit Pelzkragen、英: Self-Portrait with Velvet Bret and a Coat with Fur Collar）は、17世紀オランダ絵画黄金時代の巨匠レンブラント・ファン・レインが1634年にオーク板上に油彩で制作した絵画である。画面下部右側に「R[..]mbrandt.f / 1634」という画家の署名と制作年が記されている。作品はプロイセン王フリードリヒ1世のコレクションに由来し、現在、ベルリン絵画館に所蔵されている。

## 作品
レンブラント以前に、彼ほど自身の容貌を探求することに関心を持った画家はいなかった。彼は、青年時代から老年にいたるまで自伝的性質を持った多数の自画像を油彩、素描、エッチングで制作した。本作が描かれた1634年に、28歳であったレンブラントはサスキア・ファン・アイレンブルフと結婚した。かくして、彼はアムステルダムにおける肖像画家としての社会的成功に加え、個人的な幸福に恵まれることとなった。
画面には、暗色のコートを纏い、毛皮のカラーと首の周りにゆるく巻かれたスカーフを着けたレンブラントの胸像が表されている。頭部は、黒いベルベットのベレー帽に覆われている。上半身はぐっと振り向いたかのように4分の3正面向の姿であり、彼は陰になった目を細め、やや口を開けて鑑賞者をまっすぐに見つめている。身体像の左右非対称性により、鑑賞者に向けた力強い動きの感覚が高められている。光と陰によって垂直に二分された顔は、生来の幅広く、均衡の取れていない目鼻立ちを理想化しようとする意志を垣間見せている。
感情を描くためにレンブラントがポーズをとったレイデン時代のより早い時期の自画像に比べ、本作は明らかに成功した画家という社会的文脈の中で彼の姿が表されている。芸術家としての特質は、憂鬱質 (芸術家の性格とされた) を表す陰った眉によって示唆されている。